# Taxithelium argyrophyllum
Taxithelium argyrophyllum är en bladmossart som beskrevs av Ferdinand François Gabriel Renauld och Jules Cardot 1895. Taxithelium argyrophyllum ingår i släktet Taxithelium och familjen Sematophyllaceae. Inga underarter finns listade i Catalogue of Life.